# Il naso
Il naso (in russo Нос?, Nos) è un racconto dello scrittore Nikolaj Vasil'evič Gogol'. 
Iniziato tra il 1832 e il 1833 e completato nel 1834, Il naso ebbe la sua prima pubblicazione sulla rivista Sovremennik, dove comparve con una nota di presentazione suggerita da Aleksandr Puškin. L'anno prima un'altra rivista (la Moskovskij Nabljudatel’) lo aveva respinto ritenendolo troppo volgare. Il racconto fu oggetto di varie revisioni e modifiche da parte del suo autore, dovute soprattutto ai continui interventi della censura.
Il naso fu poi pubblicato nel terzo volume delle opere complete di Gogol', nel 1842, dando vita, assieme a La Prospettiva Nevskij, Le memorie di un pazzo, Il ritratto e Il cappotto, alla raccolta conosciuta in seguito come Racconti di Pietroburgo.

## Trama
Un giorno il barbiere Ivan Jakovlevič si ritrova il naso del suo cliente nel panino che gli aveva preparato la moglie Praskov'ja Osipovna, se lo mette in tasca ed esce per sbarazzarsene. Il proprietario dell'organo olfattivo è l'assessore di collegio Kovalëv, il quale svegliatosi una mattina e accortosi di non avere più il naso, teme di veder definitivamente compromessi i propri rapporti sociali e i futuri avanzamenti di carriera, tanto più che il suo organo olfattivo se ne va ora in giro per la città in carrozza spacciandosi per un consigliere di Stato. Falliti i tentativi di mettere un annuncio sui giornali e di ottenere l'intervento del commissario di quartiere per recuperare il naso, Kovalëv se lo vede restituire da una guardia che l'ha arrestato mentre cercava di espatriare. A Kovalëv non rimane che trovare il sistema per far tornare il naso al suo solito posto. Fallisce miseramente nel suo intento svariate volte, finché un giorno si sveglia e trova il proprio naso al suo posto.

## Edizioni in lingua italiana
- Racconti di Pietroburgo, introduzione e traduzione di Tommaso Landolfi, Rizzoli, Milano, 1949.
- Tutti i racconti, traduzione e cura di Leone Pacini Savoj, Gherardo Casini Editore, Roma, 1957.
- Opere, volume I, a cura di Serena Prina, collana I Meridiani, Mondadori, Milano, 1994. In questa edizione in traduzione di Serena Prina.
- I racconti di Pietroburgo, traduzione di Federico Pizzi, Baldini Castoldi Dalai, Milano, 2012.
- Italo Calvino (a cura di), Racconti fantastici dell'Ottocento, Milano, Mondadori, 1983.

## Filmografia
- Le Nez (1963), regia di Alexandre Alexeieff. Film di animazione girato con la tecnica dello schermo di spilli.
- Il naso, o la cospirazione degli anticonformisti (2022), regia di Andrej Chržanovskij. Film di animazione.